# 泰奥多尔·卡吕埃尔
泰奥多尔·卡吕埃尔（法語：Théodore Caruel）（1830年—1898年）是法国植物学家，但一直在意大利工作，先后在米兰、比萨和佛罗伦萨工作，其一生主要在佛罗伦萨度过的，他曾经帮助菲利普·帕尔拉托完成了《意大利植物》一书。